# 532
Cette page concerne l'année 532  du calendrier julien. Pour l'année 532 av. J.-C., voir 532 av. J.-C. Pour le nombre 532, voir 532 (nombre).
L'année 532 est une année bissextile qui commence un jeudi.

## Événements
- 11 janvier[1] : émeute lors de courses de chars dans  l'hippodrome de Constantinople ; L'empereur Justinien fait exécuter sept meneurs des deux factions bleue et verte[2].
- 13 janvier : sédition Nika. Les Verts sollicitent en vain la clémence de Justinien à l’hippodrome. Une émeute éclate après l’annulation des courses du jour et les deux factions sous le mot d'ordre de Nika (victoire). Le prétoire est incendiée et le feu s'étend au Palais et à Sainte-Sophie[2].
- 14 janvier : l'émeute continue, le cirque est incendié. La foule réclame le renvoi de Jean de Cappadoce, Tribonien et Eudémon qui sont remplacés. Émeutes et incendies continuent les jours suivants[2].
- 18 janvier : Justinien proclame une amnistie mais est insulté par le peuple qui proclame Hypatius empereur. Justinien s’apprête à fuir, mais sur la supplique de sa femme Théodora, décide de faire front. La révolte est réprimée par Narsès, qui gagne la faction bleue à la cause de Justinien, et Bélisaire, chef de l’armée d’Orient. 30 000 à 40 000 morts sur l’hippodrome[2].
- 23 février : début de la reconstruction de la basilique Sainte-Sophie à Constantinople[2].
- Septembre[3] : après sept ans de guerre avec Byzance, le nouveau roi des Perses, Khosro Ier signe un traité de paix éternelle avec Justinien assorti du paiement d'un important tribut annuel par les Byzantins pour l'entretien des forteresses du Caucase[4]. Après la paix conclue avec les Perses, Justinien fixe par des subsides les Barbares qui rôdent aux frontières, avant d’entreprendre ses campagnes en Occident[5]. À la suite de la signature de ce traité les derniers philosophes grecs de l'École néoplatonicienne d'Athènes rentrent en Grèce.
- Les Francs attaquent les Burgondes : Childebert Ier et Clotaire Ier décident de marcher ensemble une nouvelle fois sur leur royaume et les défont lors d'une bataille livrée à Autun. Thierry Ier ayant refusé de s’allier à ses frères contre la Bourgogne, ses soldats menacent de l’abandonner. Il les apaise en les emmenant dans sa province d’Auvergne qu’il soupçonne de vouloir se révolter. L’Auvergne est mise à feu et à sang[6].
- Le roi Clotaire Ier, fils de Clovis, fait assassiner ses neveux de dix et sept ans, Théodebald et Gunthar, fils de Clodomir[7].

- Le moine Denys le Petit calcule l’Anno Domini qui fixe le début de l’ère chrétienne : Jésus est considéré comme étant né le 25 décembre de l’an 753 de la fondation de Rome[8].

## Naissances en 532
Pas de naissance connue.

## Décès en 532
- 19 janvier : Hypatios, neveu de l'empereur Anastase Ier.
- 17 octobre : Boniface II, pape[2].
- 5 décembre : Sabas le Sanctifié, moine byzantin.
- Thibaut et Gonthier, fils du roi d'Orléans Clodomir, assassinés par leurs oncles childebert 1er et Clotaire 1er à 10 et 7 ans
- Cairell,  roi d'Ulaid.
- Zamasp, prince sassanide.